# Hela Supergirl
Hela Supergirl (さるとびエッちゃん?, Sarutobi Ecchan) è una serie televisiva anime di 26 episodi trasmessa in Giappone dal 1971, ed ispirata al manga di Shōtarō Ishinomori Okashina Okashina Anoko (さるとびエッちゃん?) uscito sulle riviste Margaret (1969) e Nakayoshi (1971).
La serie è stata trasmessa in Italia per la prima volta nel 1982 da Rete 4, ed in seguito replicata su Italia 1 e svariate volte su emittenti locali.

## Trama

Hela

Hela (Ecchan Sarutobi nella versione originale) sembra esser una normalissima bambina che frequenta la scuola elementare ma, in realtà, lei è l'ultima discendente del leggendario ninja Sarutobi Sasuke. È più forte ed intelligente delle comuni ragazze della sua età, capace com'è d'ogni sorta di prodezze e dotata di straordinari poteri che vanno dalla forza poderosa alla super velocità; maestra nell'arte del ninjutsu riesce inoltre a comunicare con gli animali e possiede le abilità ipnotiche e telepatiche. Queste straordinarie facoltà le derivano appunto dall'addestramento da ninja che ha ricevuto.
Ma nonostante tutto questo è e rimane pur sempre ancora solo una bambina dolce e gentile, e come tutte le bambine è destinata a commettere errori; con l'aiuto dei suoi amici ogni situazione riuscirà sempre a risolversi per il meglio.
Dopo aver perso la memoria, Hela viene accolta a casa di due anziani signori e della loro nipote, Miki (Miko nella versione originale). Comincia allora per le due e per i loro amici, Taihei (Takeshi) il bullo e Bubu (Buk), un cane parlante, una serie di incredibili avventure in cui i super poteri di Hela torneranno spesso e volentieri utili.
La serie, non riscuotendo un notevole successo è stata interrotta all'episodio 26, non possiede pertanto un vero e proprio finale; presentandoci nell'ultimo episodio il personaggio di Heva (Eiko nella versione originale) un doppelgänger-copia spettrale americano di Hela che non desidera altro che vedere il Fuji.

## Sigla
La OP originale Ecchan è cantata da Eiko Masuyama, mentre l'omonima sigla italiana è stata incisa da Nico Fidenco sul singolo Microsuperman/Hela Supergirl.

## Doppiaggio
| Personaggi | Voce giapponese    | Voce italiana     |
| ---------- | ------------------ | ----------------- |
| Hela       | Michiko Nomura     | Angelina Contaldi |
| Taiei      | - n. d. -          | Luca Ward         |
| Miki       | Sachiko Chijimatsu | Monica Ward       |
| Bubu       | - n. d. -          | Marco Mori        |
| Nonna      | - n. d. -          | Maresa Ward       |
| Nonno      | - n. d. -          | Marco Mori        |

## Episodi
| Nº | Titolo italiano Giapponese 「Kanji」 - Rōmaji | In onda          | In onda |
| Nº | Titolo italiano Giapponese 「Kanji」 - Rōmaji | Giapponese       |         |
| 1  | Un'amica un tesoro 「おかしな転校生」 - okashina tenkoosei                                                                                       | 4 ottobre 1971   |         |
| 2  | AAA famiglia cercasi 「わたスのおうち」 - wa ta su no o uchi                                                                                     | 11 ottobre 1971  |         |
| 3  | Il saggio scolastico 「ママのさんかん日」 - mama no san kan bi                                                                                   | 18 ottobre 1971  |         |
| 4  | L'irascibile Takeshi 「運動会がはじまるよー／ああ友情」 - undookai ga hajimaru yoo / aa yūjoo                                                    | 25 ottobre 1971  |         |
| 5  | Il piccolo trovatello 「ヨチヨチあばば」 - yochiyochi a baba                                                                                     | 1º novembre 1971 |         |
| 6  | Bubu è nei guai S.O.S ipnosi per un amore 「ブクよいずこ／二人はしあわせ」 - buku yoi zu ko / ni nin wa shiawase                                 | 8 novembre 1971  |         |
| 7  | Il ragazzo che amava le stelle 「星から来た少年」 - hoshi kara ki ta shoonen                                                                     | 15 novembre 1971 |         |
| 8  | Viaggio all'isola 「近くて遠いふるさと」 - chikaku te tooi furusato                                                                              | 22 novembre 1971 |         |
| 9  | Il complotto 「さよならとサヨナラ」 - sayonara to sayonara                                                                                       | 29 novembre 1971 |         |
| 10 | Amore e scapaccioni 「お母さんの手」 - okaasan no te                                                                                             | 6 dicembre 1971  |         |
| 11 | Hela vuole crescere 「チビはチビでも」 - chibi wa chibi demo                                                                                     | 13 dicembre 1971 |         |
| 12 | Mi piace il Natale 「クリスマスだいすき」 - kurisumasu dai suki                                                                                  | 20 dicembre 1971 |         |
| 13 | La canzone della montagna di neve 「雪山讃歌」 - yukiyama sanka                                                                                  | 27 dicembre 1971 |         |
| 14 | Tutti in carrozza! Giocando si impara 「ここほれワンワン／たのしくやろうエッちゃんカルタ」 - koko hore wan wan / tanoshiku yaro u ec chan karuta | 3 gennaio 1972   |         |
| 15 | Bubu e il mal d'amore 「わが愛しのメリイ」 - waga itoshi no merii                                                                                | 10 gennaio 1972  |         |
| 16 | Marianna 「わたスの動物語教室」 - wa ta su no doobutsu go kyooshitsu                                                                             | 17 gennaio 1972  |         |
| 17 | Cinema che passione 「七色の夢映画の夢」 - nanairo no yume eiga no yume                                                                          | 24 gennaio 1972  |         |
| 18 | Un demonietto fortunato 「オニはそと！ブクはうち！」 - oni wa so to! buku wa uchi!                                                               | 31 gennaio 1972  |         |
| 19 | Bubu e Il cane coraggioso 「ブクとチビマル」 - buku to chibimaru                                                                                 | 7 febbraio 1972  |         |
| 20 | Il compleanno di Jinta 「父ちゃんの家庭科」 - toochan no katei ka                                                                                | 14 febbraio 1972 |         |
| 21 | Cameriera per un giorno 「おかしなおかしなお手伝いさん」 - okashina okashina otetsudai san                                                       | 21 febbraio 1972 |         |
| 22 | Quando appare un angelo 「ああ、神様…！」 - aa, kamisama?!                                                                                       | 28 febbraio 1972 |         |
| 23 | Il giardino dei sogni 「夢みる少女」 - yumemiru shoojo                                                                                           | 6 marzo 1972     |         |
| 24 | Il giardino incantato 「小さなお庭」 - chiisana o niwa                                                                                           | 13 marzo 1972    |         |
| 25 | L'isola dei ciliegi 「狼少女エツ子」 - ookami shoojo etsuko                                                                                      | 20 marzo 1972    |         |
| 26 | Hela contro Heva 「二人のエッコ」 - ni nin no ekko                                                                                               | 27 marzo 1972    |         |